# 筒果木蓝
筒果木蓝（学名：Indigofera cylindracea），为豆科木蓝属下的一个植物种。